# シュテファン・ザンデルリング
シュテファン・ザンデルリング（Stefan Sanderling, 1964年 - ）は、ドイツの指揮者。父親は、旧ソビエト連邦および旧東ドイツで活躍した指揮者のクルト・ザンデルリングで、母バルバラはコントラバス奏者である。異母長兄トーマス・ザンデルリングと同母弟ミヒャエル・ザンデルリングも指揮者である。

## 経歴
東ベルリンに生まれ、少年時代はピアノとクラリネットを演奏した。ハレの大学に進学。ロサンゼルス・フィルハーモニー音楽学校において、指揮法をレナード・スラットキンやユーリ・テミルカーノフ、エド・デ・ワールト、ジョン・ネルソンに師事した。その後は南カリフォルニア大学附属ソーントン音楽院にてダニエル・ルイスに、フェリックス・メンデルスゾーン・バルトルディ音楽演劇大学ライプツィヒでクルト・マズアに師事した。
ポツダムにおいて職業指揮者としてデビューし、マインツ州立劇場およびマインツ州立フィルハーモニー管弦楽団の音楽監督に就任した。1996年にブルターニュ管弦楽団の首席指揮者に就任。在任中に、同楽団のチェリストであったイザベル・ブザンソンと知り合い、2002年11月に結婚した。
2002年5月にフロリダ管弦楽団の音楽監督に任命され、ブルターニュ管弦楽団の任期が終わった2003年から2004年のシーズンより公式に採用された。2006年6月には契約期間を2010年 - 2011年シーズンまで延長した。
2008年夏のシーズン開始より、シャトークァ交響楽団 (Chautauqua Symphony Orchestra) の音楽監督兼指揮者に就任し、シャトークァの生涯学習施設「シャトークァ研修所」において6月末から8月中旬まで演奏会を行なった。現在はトレド交響楽団の首席指揮者を務めている。

## 逸話
2002年の大晦日、ザンデルリング夫妻はタンパでフロリダ管弦楽団の理事と共にフットボールを観戦する予定であったが、妻イザベルが規定を超えるサイズのハンドバッグを身につけていたため、スタジアムの警備員に入場を止められた。前年のアメリカ同時多発テロ事件により警備が強化されていたことも影響し、警備員が「彼らは外国人だったので、中に入れさせるわけにはいかなかった」と述べたと報道されたことで騒動となり、結局タンパ・スポーツ公共機関から謝罪文が出されて一件落着となった。